# Proditomus
Proditomus mirus es una  especie de coleóptero adéfago de la familia Carabidae y el único miembro del género monotípico Proditomus.